# پیتای برازنده
پیتای برازنده (نام علمی: Pitta elegans) نام یک گونه از تیره پیتا است.